# Robert Ferlin
Robert Ferlin (Pula, 9. srpnja 1966.) hrvatski je televizijski i radijski voditelj.
Rodio se u Puli 9. srpnja 1966. godine. Roditelji su mu porijeklom iz mjesta Štokovci u Istri. Djetinjstvo je preveo u Puli gdje se školuje do odlaska na fakultet. Diplomirao je na Pedagoškom fakultetu u Rijeci. Od 1990. vanjski je suradnik HRT-a Radio Rijeka, od 1991. zaposlen kao lektor.
Televizijsku karijeru započeo je na HTV-u i vodio je velik broj emisija kao što su: „Studio 10“, „Afrovizija“, „Dora“, „Evergreen“, „Šušur“, „Nedeljno popodne“, „Dobro jutro, Hrvatska“ i „DnevMik“. Na Radiju Rijeka vodi kultnu emisiju „Tužibaba“ te druge emisije. Poznat je i kao sportski komentator naročito vezano za HNK Rijeku.
Bio je nominiran za Zlatni studio u kategoriji "najbolji radijski glas godine" svake godine od 2018. do 2022. godine. Osvojio je nagradu 2019. i 2020. Pobijedio je u 10. sezoni showa „Zvijezde pjevaju” u paru s Marijem Battifiacom, s kojim je često bio i voditelj na raznim festivalima i manifestacijama. S Marijem Battifiacom nastupa i na Dori 2024. s pjesmom "Vodu piti trizan biti".
Živi u Rijeci. Robert Ferlin s bivšom suprugom Editom ima dvoje djece, a iz druge izvanbračne veze sa Suzi Petričić kćer Piju. Bio je u petogodišnjoj vezi s tv-voditeljicom Barbarom Kolarom.